# Личини
Личи́ни — село в Україні, у Сошичненській громаді Камінь-Каширського району Волинської області.

## Географія
Село розташоване на правому березі річки Турії. Поруч з селом розташований гідрологічний заказник місцевого значення Турський.

## Історія
У 1906 році село Сошичненської волості Ковельського повіту Волинської губернії. Відстань від повітового міста 28 верст, від волості 7. Дворів 204, мешканців 1364.

## Населення
Згідно з переписом УРСР 1989 року чисельність наявного населення села становила 710 осіб, з яких 298 чоловіків та 412 жінок.
За переписом населення України 2001 року в селі мешкали 663 особи. 100 % населення вказало своєю рідною мовою українську мову.

## Інформація про село
Населення становить 681 осіб.
Назва села ймовірно походить від великою кількості ліщини, яка росла тут. В селі є дерев'яна церква, яка була збудована в 1907 році на місці старої церкви та кладовища. З 1961 по 1991 рік церква була зачинена, у зв'язку з тим, що священику не була виділена земельна ділянка, і він був змушений переїхати до іншого села. Колгосп був заснований в 1948 році.

У селі є також дев'ятикласна школа, сільський будинок культури, відділення Укрпошти, медичний пункт.

Влітку 2011 року був зведений дерев'яний міст через річку Турія, який з'єднав два райони Камінь-Каширський і Старовижівський.
Село Личини межує з такими селами: Солов'ї, Ниці, Мильці, Качин, Сошичне, Запруддя.

Тут функціонує два підприємства ТзОВ «Космо» — лісопилка: адреса — вул. Центральна, 87; ПП «Анастасія» — виготовлення меблів: адреса — вул. Центральна.

Влітку 2011 року було створено футбольну команду ФК «Личини» за сприяння сільського голови та місцевого приватного підприємця. Також був створений стадіон.
Див. також Річка Турія

## Галерея

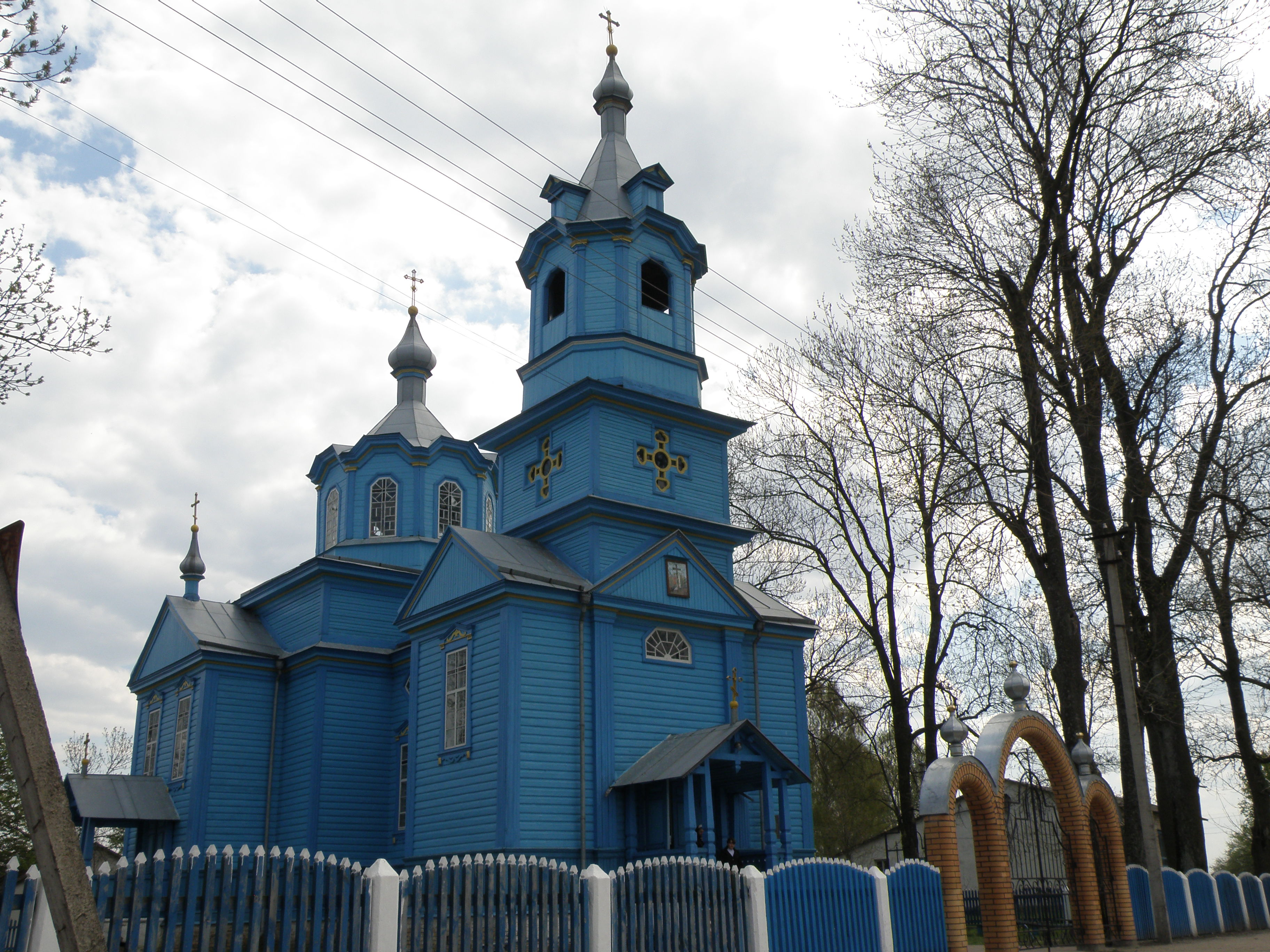
Церква Воздвиження святого Хреста
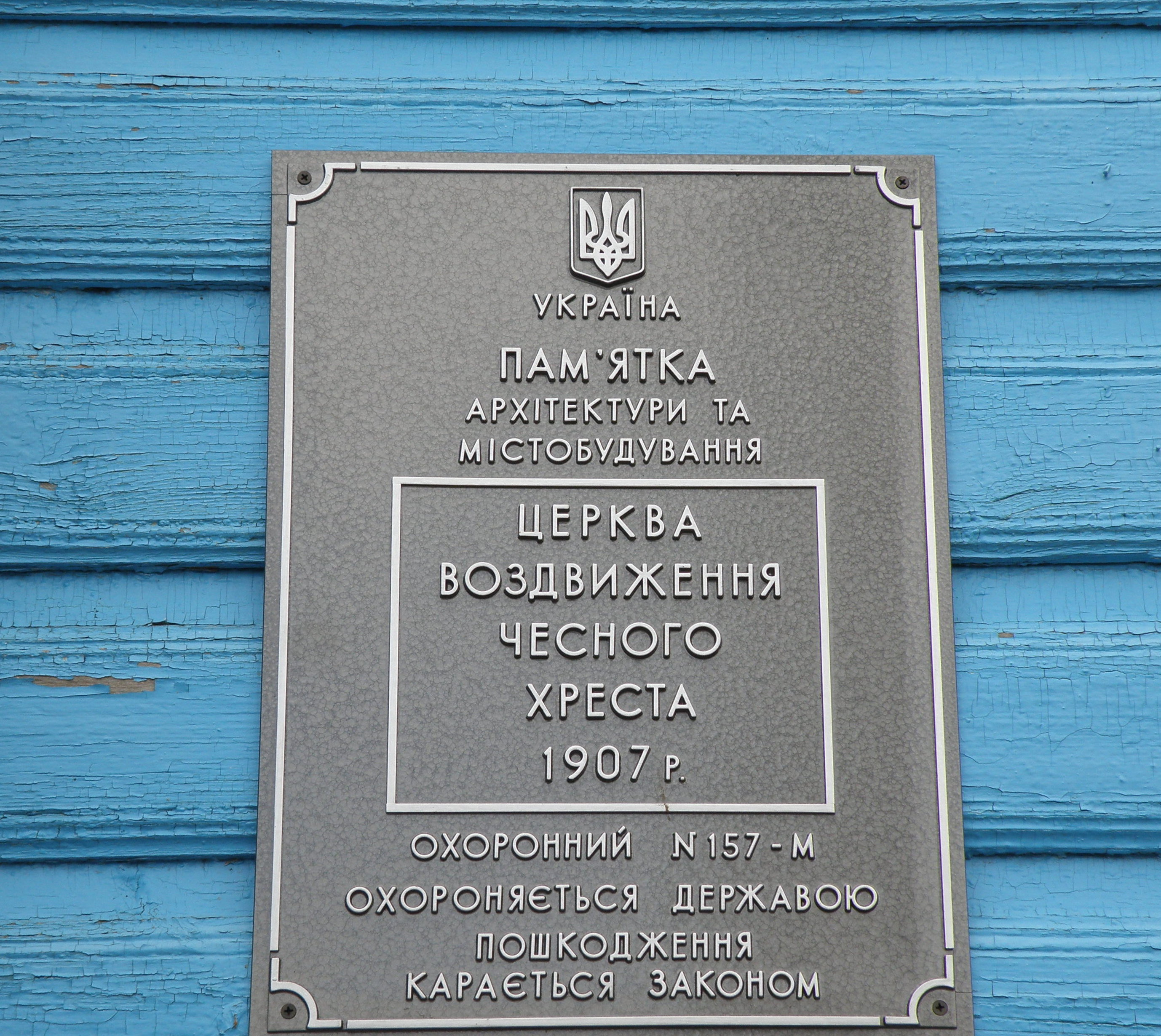
Меморіальна табличка на церкві
Пам'ятник загиблим в радянсько - німецькій війні
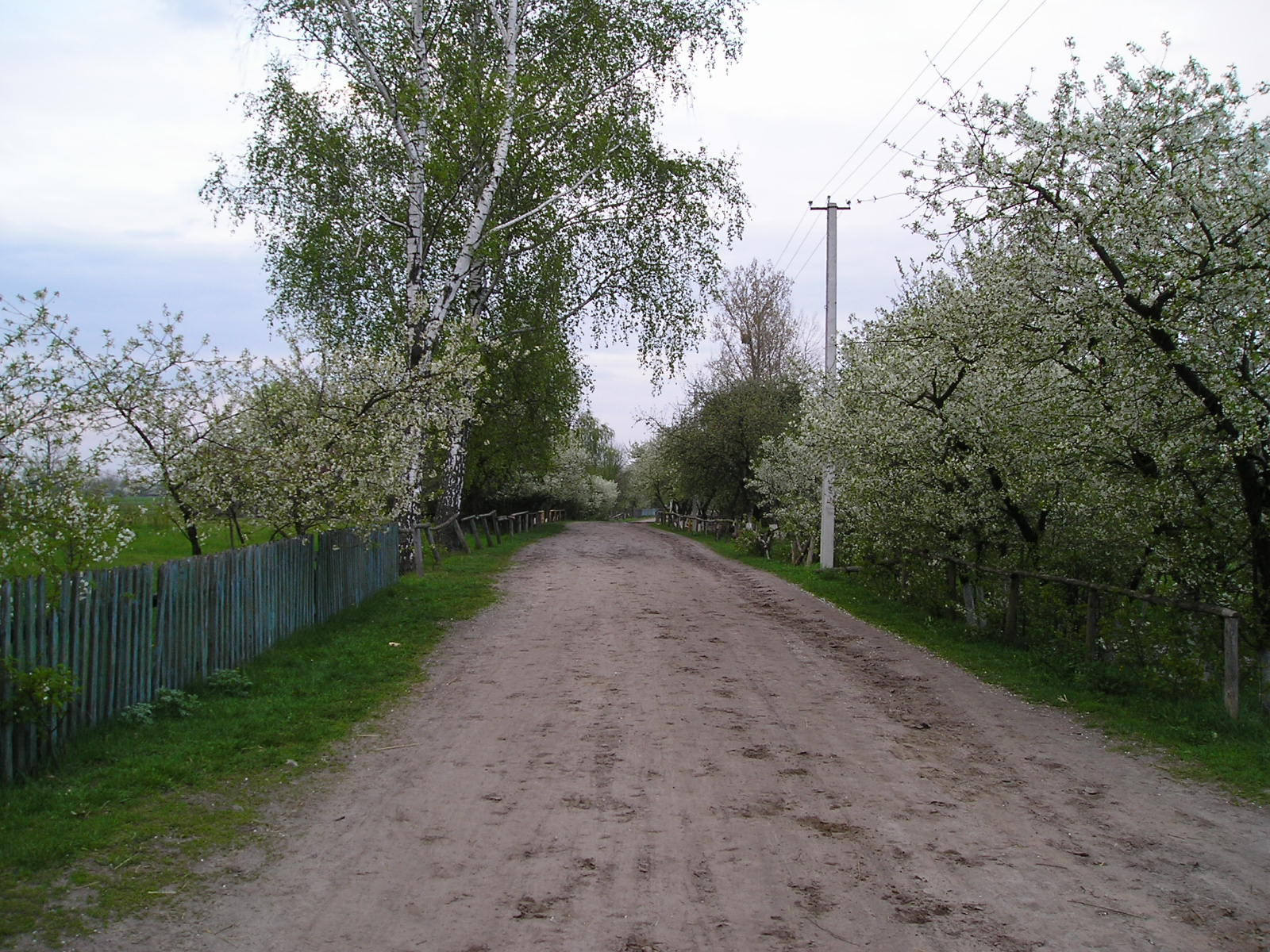
вулиця Першотравнева
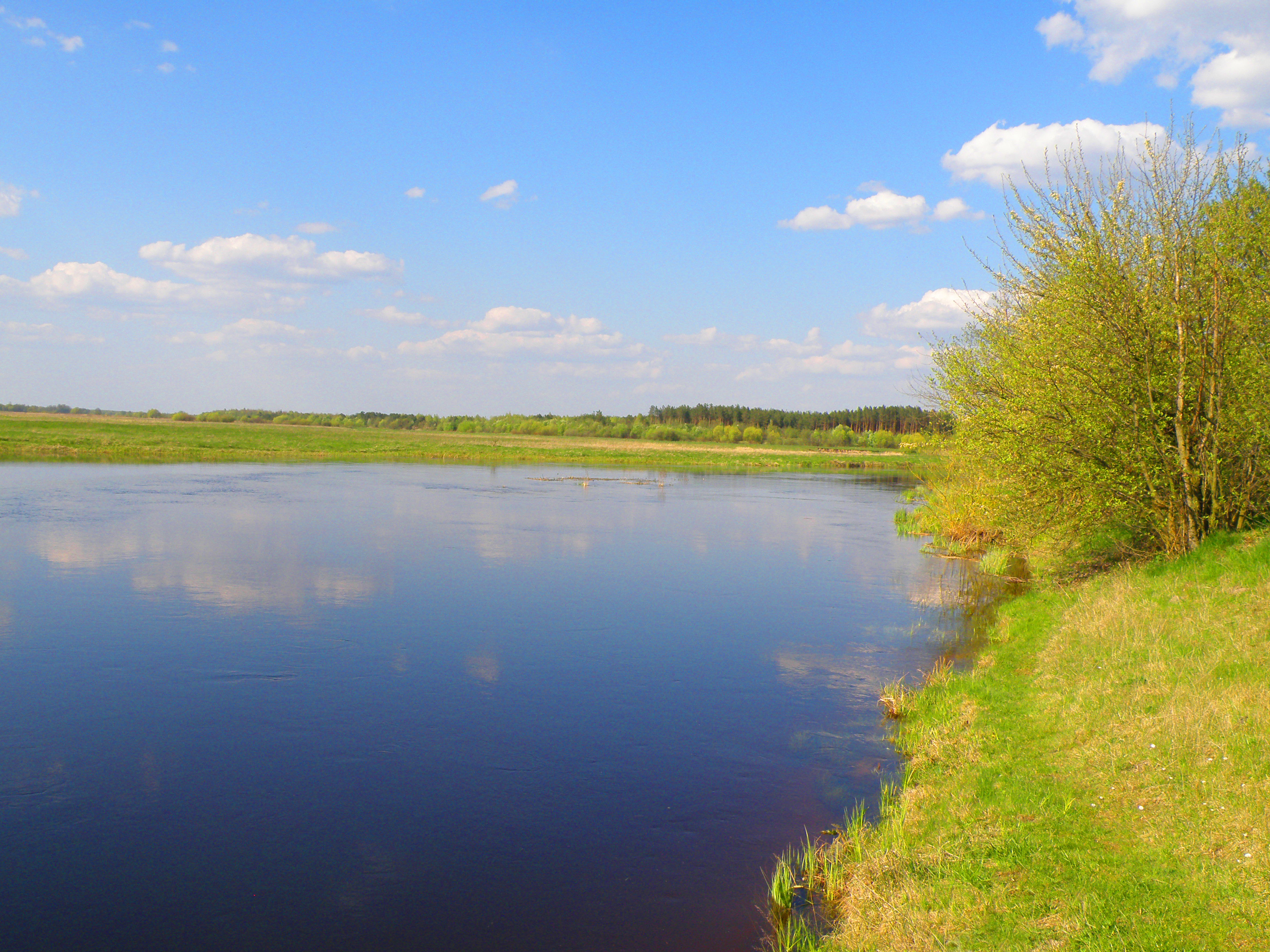
Урочище "Глина" на річці Турія